# Токката і фуга ре мінор

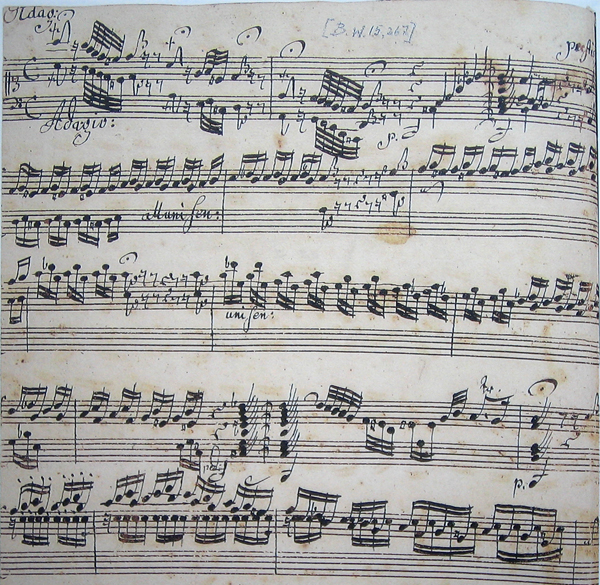
Фрагмент титульної сторінки BWV 565 в рукописній копії Йоганнеса Рінгка. Автограф Баха був загублений.

«Токката і фуга ре мінор», BWV 565 — твір для органа Йоганна Себастьяна Баха, один з найпопулярніших його творів. Вперше був опублікований у 1833 році завдяки зусиллям Фелікса Мендельсона.

## Проблема авторства
Починаючи з 1980-х років музикознавці оскаржують авторство твору (вперше Пітер Уїльямс в статті 1981 року, потім — в окремій книзі — Рольф-Дітріх Клаус)
Музичний аналіз виявляє елементи стилю, надзвичайно нетипові для Баха, або ті, що зовсім не зустрічаються в його музиці:
- Паралельні октави на початку токати (у техніці Баха не зустрічаються);
- Субдомінантова відповідь у фузі (зустрічається у Баха дуже рідко);
- Педальне проведення теми (фуги) без супроводу в інших голосах (не зустрічається більше ніде);
- «Примітивна» гармонія, особливо в противоскладаннях, де превалюють паралельні терції і сексти (дуже рідко у Баха);
- Закінчення на плагальній каденції в мінорі (дуже рідко у Баха).

З іншого боку, один з найавторитетніших сучасних дослідників Баха Крістоф Вольф, навпаки, вважає Токату і фугу цілком автентичним бахівським твором, створеним в ранній період його творчості. Наприклад, на аргумент стильової чужорідності паралельних октав Вольф заперечує, що, виписуючи октаву, Бах таким чином компенсував відсутність 16-футового регістра на арнштадтському органі, для якого призначався твір. Той факт, що копія твору походить з оточення Йоганна Петера Кельнера, на думку Вольфа, говорить не проти бахівського авторства, а навпаки, на його користь, оскільки багато ранніх його творів дійшли до нас як раз в копіях, створених переписувачами з цього оточення.
Твір «Токата і фуга ре мінор BWV 565» увійшов до всіх видань авторитетного каталогу BWV (у виданні Дюрра-Кобаясі — з необхідними застереженнями про проблему авторства) і в найповніше нове видання творів Баха (Neue Bach-Ausgabe).